# Hainburg (Hessen)
Hainburg település Németországban, Hessen tartományban. Lakosainak száma 14 444 fő (2023. december 31.).

## Népesség
A település népességének változása:
| Lakosok száma | 14 456 | 14 456 | 14 299 | 14 403 | 14 444 |
|               | 2017   | 2019   | 2021   | 2022   | 2023   |